# 甲賀流忍術屋敷
甲賀流忍術屋敷（こうかりゅうにんじゅつやしき）は、滋賀県甲賀市にある忍者屋敷である。

## 概要
甲賀流忍者甲賀五十三家の筆頭格「望月出雲守」の住居として元禄年間に建てられた旧宅であり、屋敷には望月家の家紋である丸に九曜紋が瓦などいたるところに描かれている。外見は一般的な日本家屋だが、内部は外敵に備え、また侵入した敵を捕らえるため「どんでん返し（回転戸）」や「落とし穴」や「隠し梯子と隠し部屋」など、さまざまな仕掛けが施されている。
また、甲賀忍者の奥義を記した「甲賀流伝書（虎の巻）」や手裏剣、撒菱など、数々の貴重な品が展示され、忍者の生活を伺うことができる。
2019年、日本遺産「忍びの里伊賀・甲賀－リアル忍者を求めて－」の構成文化財の1つに追加認定された。

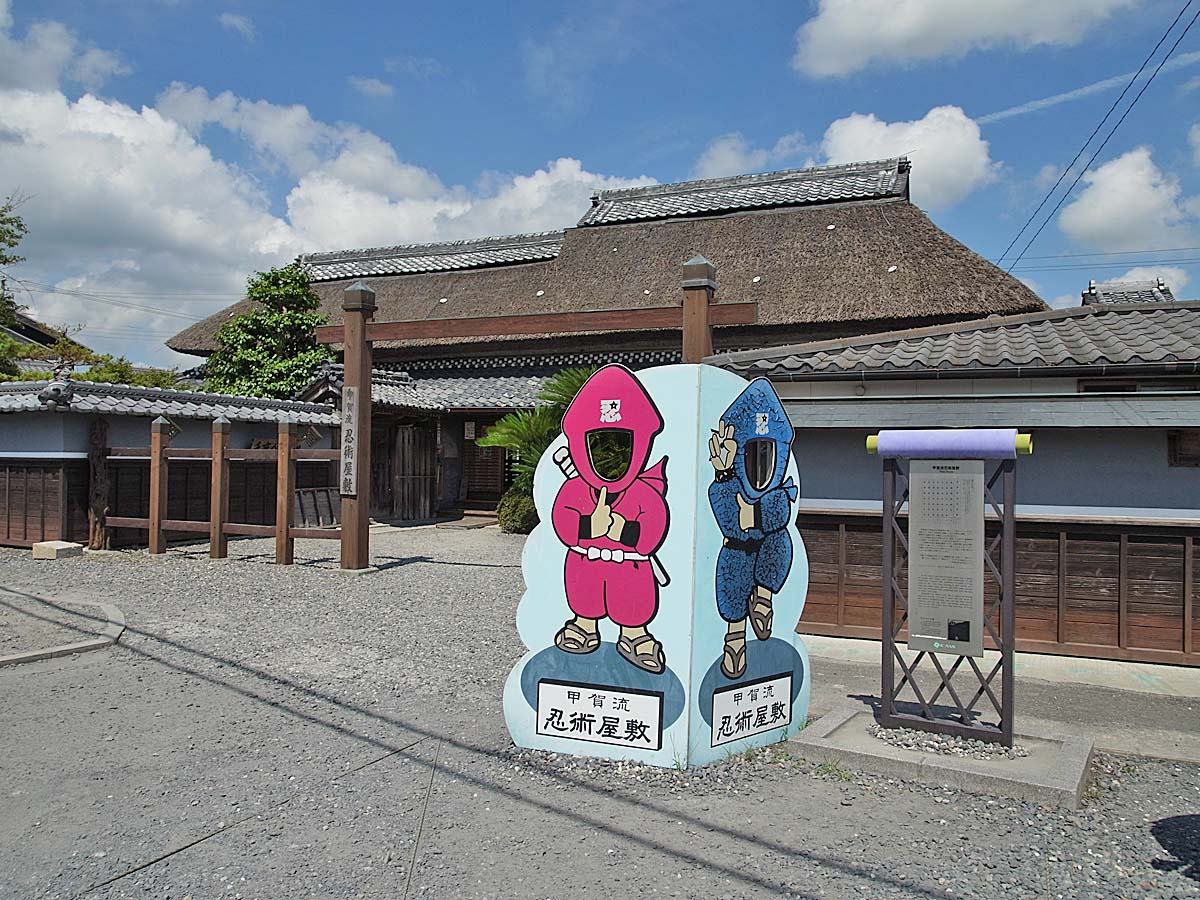
施設外観と顔出しパネル（2012年8月）
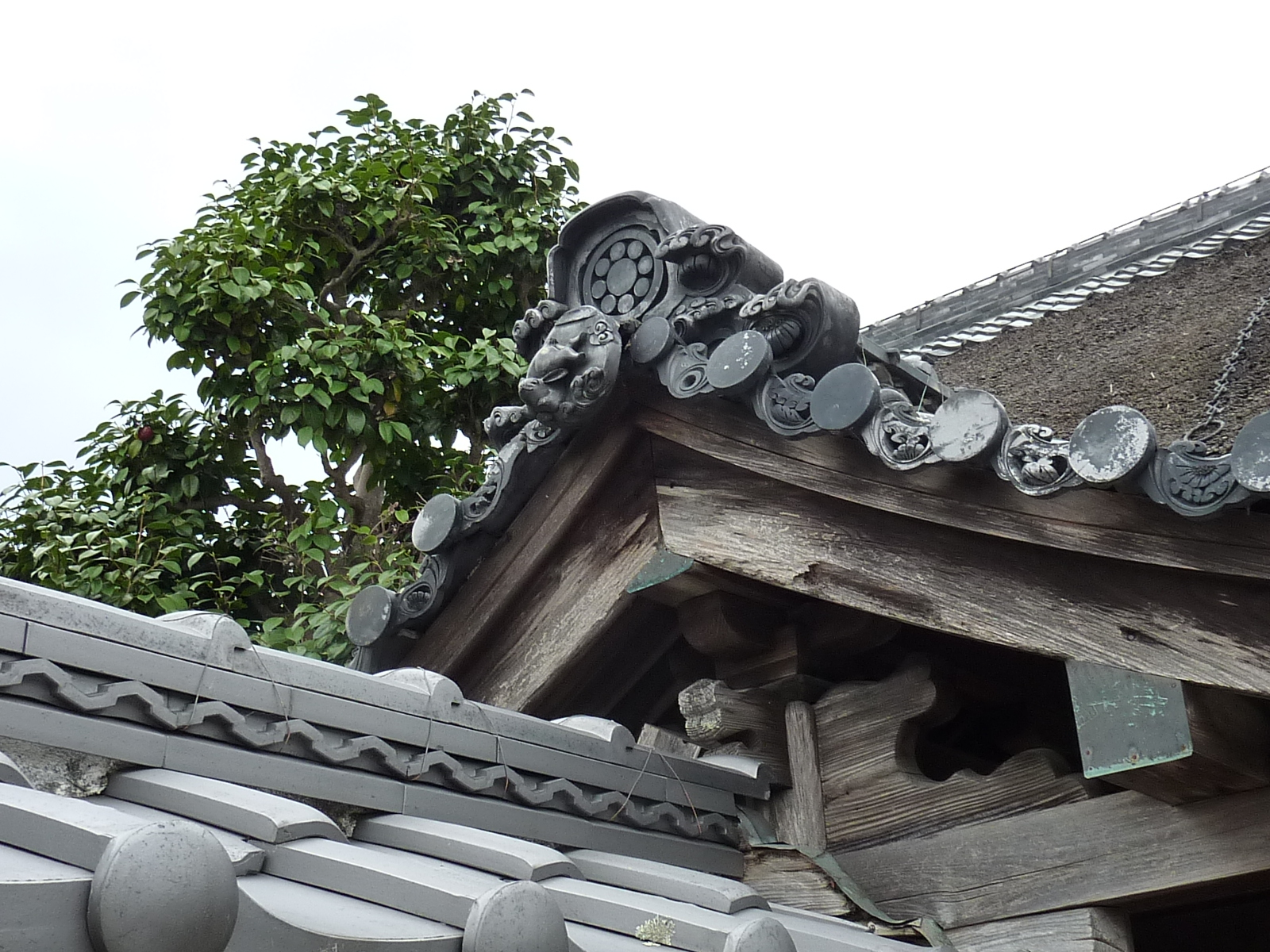
望月家九曜紋瓦（2009年8月）
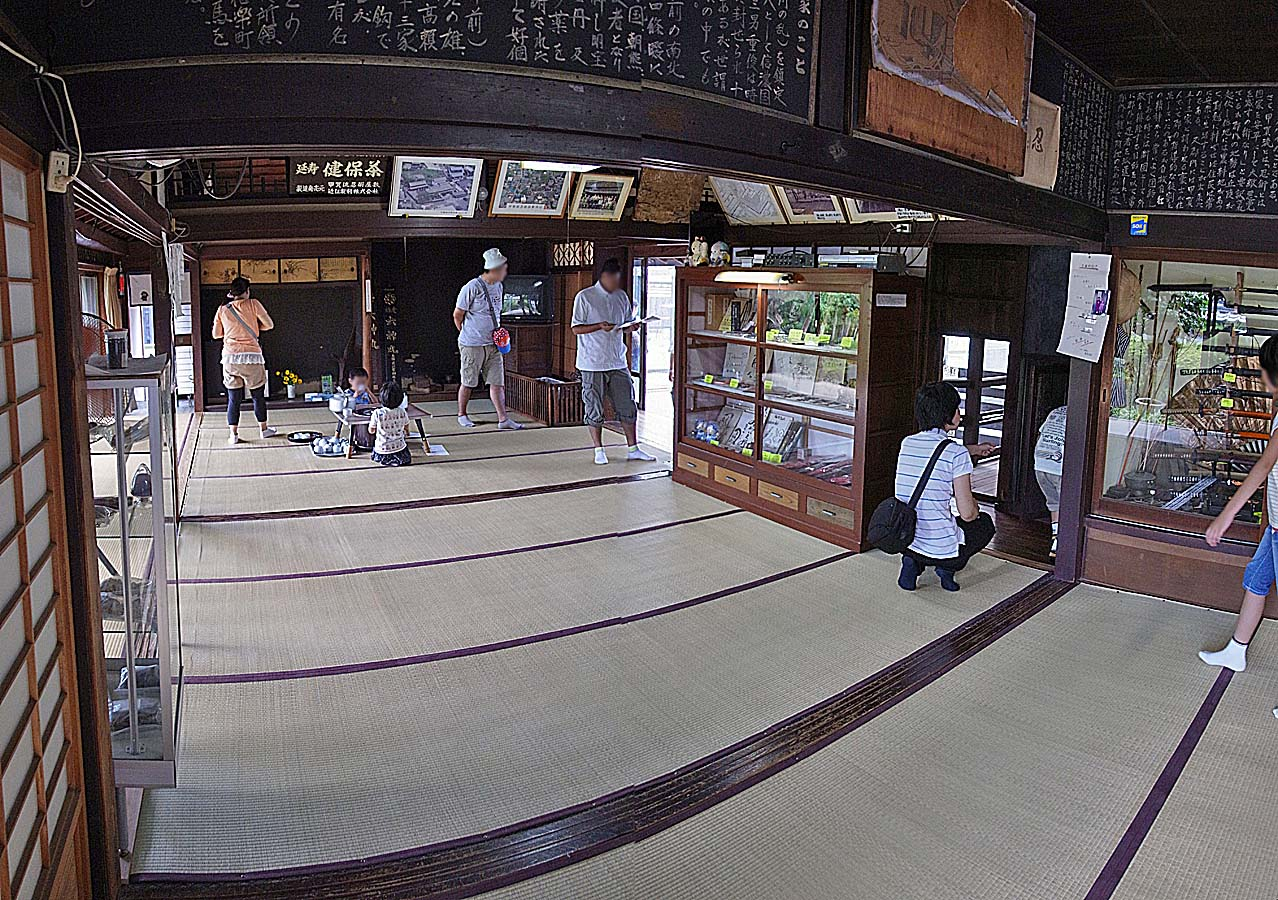
内部（2012年8月）
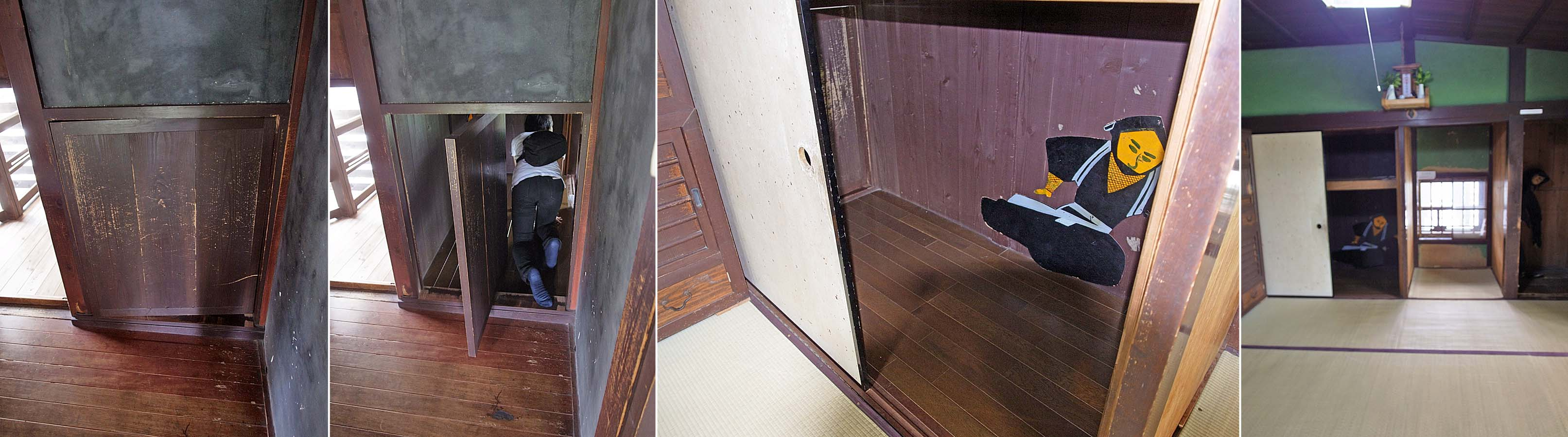
どんでん返しなど（2012年8月）

## 健保茶
屋敷では、健康茶として「健保茶」の試飲や販売が行われている。このお茶は代々伝わる忍者秘伝の飲料である。忍者は戦や情報収集において、他より健康を保つため怪我や病気の治療にさまざまな薬草を用いたものであり、そこから生まれた飲料である。甲賀流の忍者は薬学に精通しており、製薬や薬売りを生業としていた。その名残りとして、甲賀地方（甲賀市甲賀町など）とその近隣（蒲生郡日野町など）には現在も製薬工場がある。

## アクセス
公共交通機関
- JR草津線甲南駅下車、タクシーで約5分[1][6]。同駅より徒歩約20分[6]。

自動車
- 新名神高速道路甲南IC下車、約3分[1]。  - （駐車場：大型車7台、普通車50台（※第1駐車場（屋敷前）と第2駐車場（三重県道・滋賀県道133号伊賀甲南線沿い。男女別公衆便所を併設）の合計[6]）

## その他
- 忍者に関する細かい解説は、公式サイトの忍者コラムに記されている[7]。
- ハリソン・フォードとその家族がプライベートで訪れたことがあり[8]、やかんを前にくつろぐシーンの写真とその時に書いたサインが館内に展示されている。